# 安东·福金
安东·福金（1982年11月13日—），乌兹别克斯坦男子竞技体操运动员。他曾代表乌兹别克斯坦参加2008年和2016年夏季奥林匹克运动会体操比赛，其中2008年奥运会获得一枚铜牌。